# Organes du Conseil de l'Europe
Les organes du Conseil de l'Europe, selon la terminologie du traité fondateur, sont les institutions du Conseil de l'Europe instituées par son statut fondateur signé à Londres en 1949. Elles sont au nombre de deux :
- un organe de décision : le Comité des ministres, et
- un organe délibérant : l'Assemblée parlementaire.

## Organes
Les institutions du Conseil de l'Europe sont présentées dans le traité fondateur de cette organisation. Le préambule du Statut indique notamment :

« [Les Gouvernements présent] ont […] décidé de constituer un Conseil de l'Europe comprenant un Comité de représentants des gouvernements et une Assemblée consultative, et, à cette fin, ont adopté le présent Statut. »

— Préambule du Statut du Conseil de l'Europe
L'article 10 du Statut crée ces deux organes, en précisant qu'elles sont assistées par le Secrétariat général du Conseil de l'Europe.

### Organe réunissant les représentants des gouvernements: le Comité des ministres
Les règles régissant le fonctionnement du Comité des ministres sont présentes au chapitre IV du statut du Conseil de l'Europe. Il s'agit de l'organe compétent pour agir au nom du Conseil de l'Europe, notamment pour réaliser les objectifs du Conseil de l'Europe, conclure des conventions et accords, etc. Le Comité a également la charge administrative et financière du Conseil de l'Europe et peut créer « des comités ou commission de caractère consultatif ou technique ».
Les ministres présents au Comité des ministres sont les ministres des Affaires étrangères des États membres ou un suppléant – si possible un membre du gouvernement – désigné s'il est empêché. Chaque État membre ayant un représentant au Comité des ministres, il y a donc 47 représentants présent, ayant chacun une voix, lors des réunions.
Il se réunit à huis clos au siège du Conseil de l'Europe, sauf décision contraire.

## Évènements organisés hors traités: le Sommet des chefs d’État et de gouvernement du Conseil de l'Europe
Le Sommet est une réunion réunissant l’ensemble des chefs d’État et de gouvernement des États membres du Conseil de l’Europe. Seulement trois réunions de ce type ont été organisées.

## Sources